# Azri’el
Azri’el (hebr. עזריאל) – moszaw położony w samorządzie regionu Lew ha-Szaron, w Dystrykcie Centralnym, w Izraelu.
Leży na równinie Szaron, w otoczeniu miast At-Tajjiba, Tira i Kalansuwa, miasteczka Kochaw Ja’ir, moszawów Kefar Hess, En Wered i Porat, oraz wiosek Kefar Awoda i Je’af.

## Historia
Moszaw został założony w 1951 przez imigrantów z Niemiec. Został nazwany na cześć rabina Azri’ela Hildesheimera (1820-1899), twórcy współczesnego judaizmu ortodoksyjnego.

## Kultura i sport
W moszawie jest ośrodek kultury oraz boisko sportowe.

## Gospodarka
Gospodarka moszawu opiera się na intensywnym rolnictwie, uprawach w szklarniach i sadownictwie.

## Komunikacja
Na wschód od moszawu przebiega autostrada nr 6, brak jednak możliwości bezpośredniego wjazdu na nią. Z moszawu wyjeżdża się na zachód na drogę nr 553, którą można dojechać do wiosek Kefar Awoda i Je’af.